# Bust de Tanit

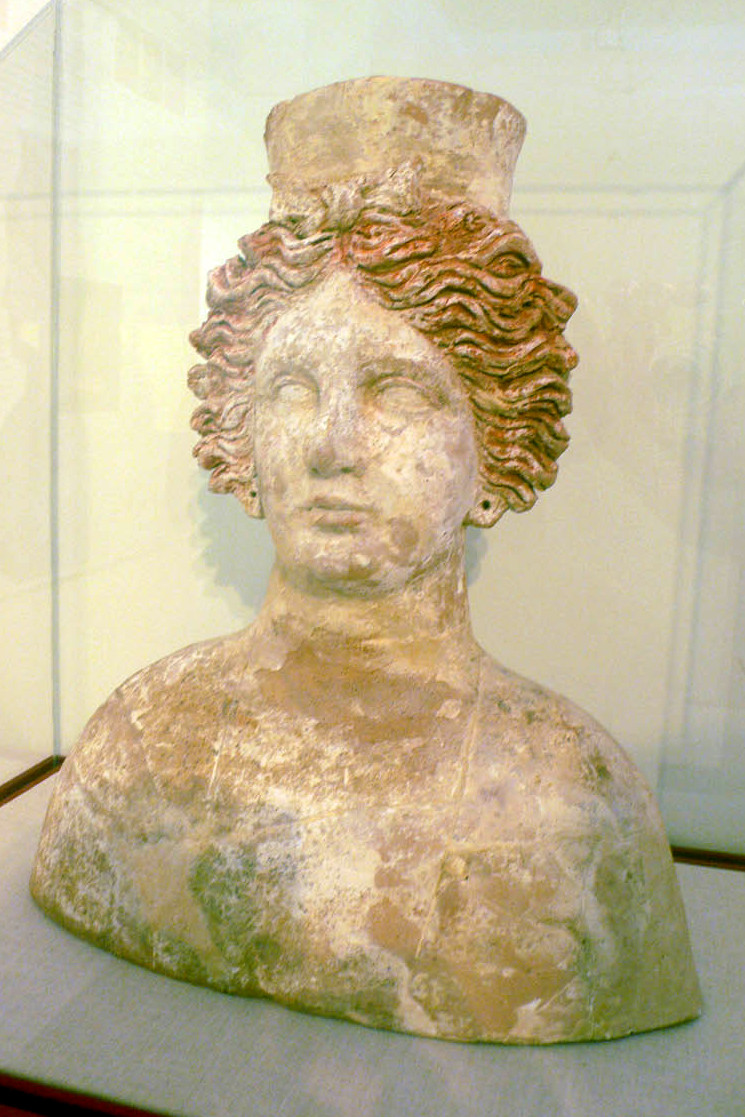
Bust de Tanit, trobat a la necròpoli púnica de Puig des Molins, Eivissa

El Bust de Tanit és una petita figura de terracota identificada amb el culte a la dea Tanit, i es troba en el Museu Monogràfic de Puig des Molins a Eivissa, Illes Balears (Països Catalans).(1)
L'estatueta, de 47 cm, es va trobar a la necròpoli púnica de Puig des Molins, a Eivissa. Sembla que fou realitzada per un artesà grec a la zona oriental de l'illa de Sicília, d'on procedeix l'argila amb què es va elaborar. Arran d'açò, algunes hipòtesis apunten que potser no representa pas la dea Tanit, que tenia un important culte a Eivissa, sinó Demèter o, potser, la dea Persèfone, filla seua.
Data d'entre els segles iv al iii abans de la nostra era i es creu que podia ser una ofrena en la cova púnica de Puig des Molins.